# سوق الفكة

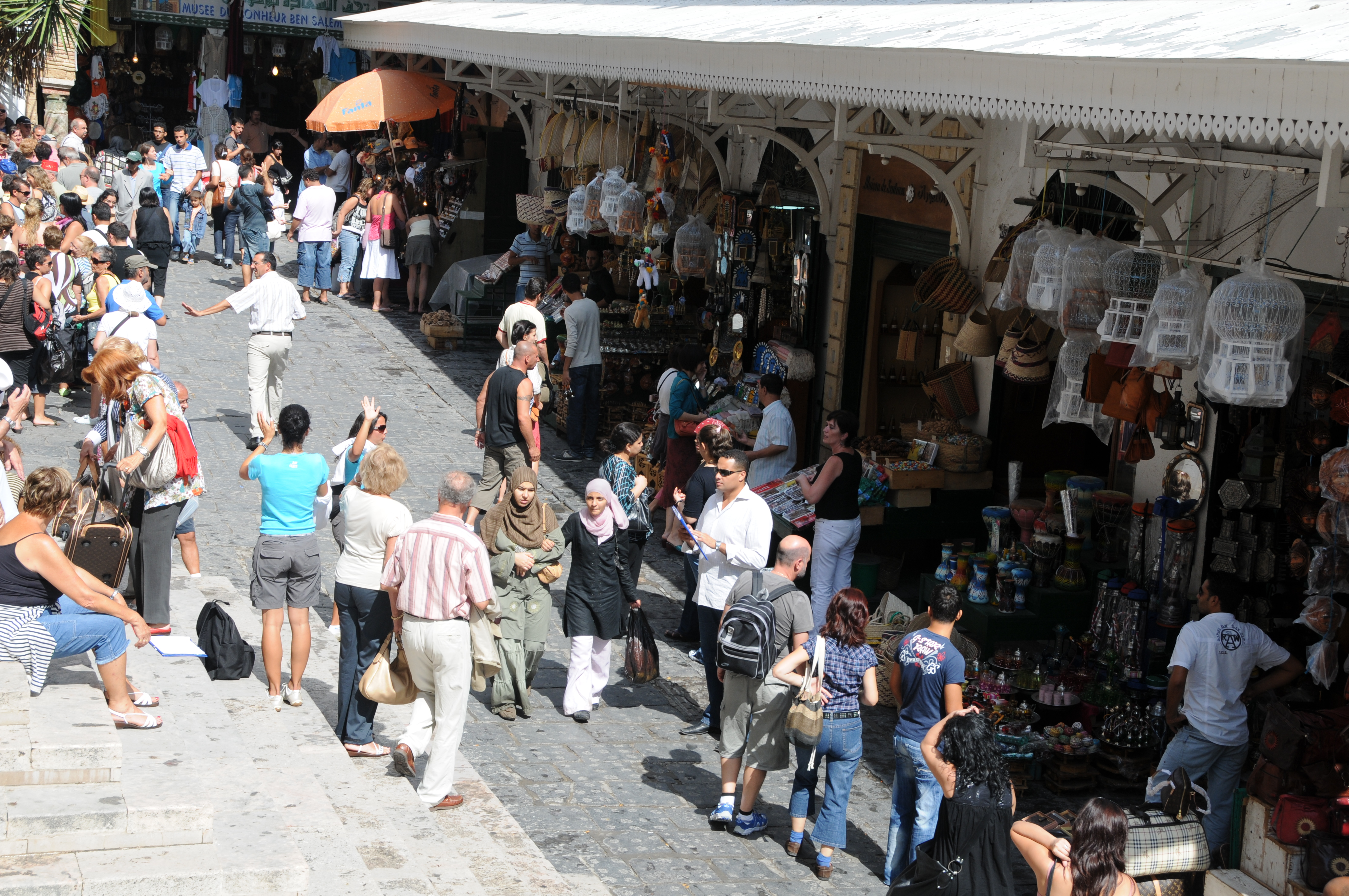
صورة لسوق الفكّة

36° 47′ 51″ N 10° 10′ 18″ E / 36.797628, 10.171707
سوق الفكّة هو أحد أسواق مدينة تونس

## الموقع
يقع قبالة جامع الزيتونة وعلى مقرنة من سوق العطارين

## المنتوجات
نجد في هذا السوق كل مستلزمات صناعة الحلويات للأفراح وحفلات الختان والأعياد كعيد الفطر. 
ومن أهم المنتوجات الموجودة الفواكه الجافة: كاللوز والجوز والفستق والزبيب الجاف المعروضة في قفف.
بينما توضع على الرفوف  زجاجات من شراب اللوز أو شراب الفستق المعروف بتسمية «الروزاطا» وهي مشتقة من كلمة إسبانية.

## وصلات خارجية
- زيارة افتراضية ل سوق الفكة